# Liparetrus imbricatus
Liparetrus imbricatus är en skalbaggsart som beskrevs av Britton 1980. Liparetrus imbricatus ingår i släktet Liparetrus och familjen Melolonthidae. Inga underarter finns listade i Catalogue of Life.